# Обща хистология
Общата хистология се занимава с микроскопското изучаване на тъканите в човешкото тяло – епителна тъкан, мускулна тъкан, нервна тъкан и съединителна тъкан, като изучава само техните общи свойства.